# Farmingdale State College
La Universidad Estatal de Nueva York en Farmingdale (en idioma inglés: State University of New York at Farmingdale, Farmingdale State College o SUNY Farmingdale) es una universidad pública en East Farmingdale, Nueva York. Es parte de la Universidad Estatal de Nueva York. La universidad fue fundada en 1912 como una escuela de agricultura aplicada bajo el nombre de New York State School Of Agriculture en Long Island. En el semestre de otoño de 2016, Farmingdale State College tenía una matrícula de 9237.

## Historia
La Universidad Estatal de Nueva York en Farmingdale, fundada en 1912, comenzó originalmente como la Escuela de Agricultura del Estado de Nueva York en Long Island. La propuesta para la fundación de la universidad fue presentada por el asambleísta estatal John Lupton en 1909. Actualmente, Lupton Hall, que alberga los departamentos de Química y Física, así como la Escuela de Tecnología de Ingeniería, lleva su nombre en su honor.
Dos de los edificios más antiguos del campus son Hicks Hall y Cutler Hall, que se construyeron en 1914 y originalmente se llamaban edificios de Horticultura y Agronomía, respectivamente. Los edificios albergan cuatro murales de óleo sobre lienzo, pintados en 1936 por los artistas locales Frederick Marshall y CE Lessing como parte de la Administración de Progreso de Obras. Los murales representan escenas agrícolas, incluida la trilla del trigo, la cosecha del arroz y la recolección del algodón.
Ward Hall, también construido en 1914, fue el dormitorio original y ahora alberga las oficinas de la universidad, incluidas las de Relaciones con los Antiguos Alumnos y Extensión Empresarial. Cuando la universidad admitió a los primeros estudiantes en marzo de 1916, Ward Hall aún no estaba terminado. Los estudiantes dormían en habitaciones temporales en el nivel superior de Conklin Hall, que entonces era la planta física. 
Theodore Roosevelt Jr. pronunció el discurso en la segunda ceremonia de graduación de la universidad el 26 de mayo de 1920.  Ese mismo año, la escuela cambió su nombre por primera vez, pasando a ser la Escuela de Agricultura Aplicada del Estado de Nueva York en Long Island.
Entre los edificios históricos posteriores se incluyen Knapp Hall, terminado en 1937, y Thompson Hall, terminado en 1938, ambos construidos en estilo colonial georgiano.
El 4 de junio de 1921 se plantó un roble conmemorativo para honrar a los soldados estadounidenses muertos en la Primera Guerra Mundial. El roble se plantó en tierra recolectada de los 48 estados y de las naciones aliadas de la guerra. Una placa donada por la Clase de 1927 reposa en la base del roble y dice:
“Este roble, plantado el 4 de junio de 1921, conmemora los esfuerzos, sacrificios y logros de todos los estadounidenses que dieron su vida en la guerra mundial.
“Sus raíces descansan en el suelo de todas las naciones aliadas, de cada estado y dependencia de nuestro país, del ángulo sangriento de Gettysburg y del Arco del Triunfo de Francia.
“En el campamento eterno de la fama se extienden sus tiendas silenciosas y la gloria guarda solemnemente el vivac de los muertos”. 
El nombre de la escuela cambiaría siete veces más antes de que se adoptara su nombre actual en 1993; estos cambios incluyeron el Instituto Estatal de Agricultura Aplicada (1924), el Instituto Estatal de Agricultura (1939), el Instituto Agrícola y Técnico de Long Island (1946), el Instituto Agrícola y Técnico de SUNY Long Island en Farmingdale (1953), el Colegio Agrícola y Técnico en Farmingdale (1966) y el Colegio de Tecnología de SUNY en Farmingdale (1987). 

## Académica
Farmingdale ofrece más de 45 programas académicos bajo la autoridad de una de cuatro escuelas:
- Escuela de Tecnología de Ingeniería
- Escuela de Negocios
- Facultad de Ciencias de la Salud
- Escuela de Artes y Ciencias

## Centros de investigación
- Centro de Energías Renovables y Sostenibilidad
- Centro de energía solar
- Centro de Matemáticas Aplicadas
- Instituto de Investigaciones en Ciencias Sociales
- Proteger Nueva York
- Centro de Infraestructura, Transporte y Seguridad

## Perfil del alumnado
- Matrícula de más de 9.500 estudiantes (2016-2017)
- El 30% del alumnado es minoritario: 17% hispano y 10% afroamericano.
- 600 estudiantes residentes
- 122 estudiantes internacionales

## Instalaciones
El campus se extiende sobre más de 380 acres y más de 30 edificios. Farmingdale State College es principalmente una escuela para estudiantes que viajan diariamente, pero también ofrece residencias universitarias. 
Su Centro de Energía Solar es el primer centro acreditado en el Noreste y el cuarto en la nación,  y Farmingdale tiene un Instituto de Construcción Ecológica financiado por el gobierno federal,  una flota de campus alimentada con combustible eléctrico, una estación de carga y una Casa de Energía Inteligente.  El Centro del Campus también cuenta con una estructura de techo de bajo consumo energético. [ cita requerida ]

## Atletismo
Los equipos de Farmingdale State College participan como miembros de la División III de la Asociación Nacional de Atletismo Universitario y son miembros de la Conferencia Skyline . El Programa Atlético Interuniversitario apoya y amplía la experiencia educativa total que ofrece la universidad. El programa sirve como laboratorio para la educación del estudiante-atleta y se lleva a cabo de acuerdo con la misión educativa general de la universidad. Los deportes masculinos incluyen béisbol, baloncesto, campo a través, golf, lacrosse, fútbol, tenis y atletismo; mientras que los deportes femeninos incluyen baloncesto, campo a través, lacrosse, fútbol, sóftbol, tenis, atletismo y voleibol.